# 2004年飓风亚历克斯
飓风亚历克斯（英語：Hurricane Alex）是2004年大西洋飓风季形成的第一个热带气旋，也是首场获命名的风暴、首场飓风和大型飓风。气旋成型日期相对较晚，是1954年后所有大西洋飓风季中形成日期第五晚的首场风暴。系统源自7月31日佛罗里达州杰克逊维尔以东海域上层低气压区同下层弱低压槽的相互影响，成型后朝东北方向移动，增强至持续风速160公里强度后从距外滩群岛海岸不足16公里近海掠过。亚历克斯接下来进一步强化，在新英格兰近海达到风力时速195公里的最高强度，成为有纪录以来北纬38度线以北出现的两场大型飓风之一。风暴以飓风强度直接袭击北卡罗来纳州的外滩群岛，这里还曾在不到一年前受到飓风伊莎贝尔的沉重打击。
飓风在外滩群岛产生狂风并引发洪灾，造成轻度破坏。岛上有上百套房屋受损，许多汽车因洪水抛锚。亚历克斯还在美国东岸沿线产生大浪和离岸流，导致一人遇难，多人受伤，整场风暴造成的损失总额约为750万美元（2004年美元）。

## 气象历史
7月26日，弱下层低压槽和东侧的上层低气压区相互影响，在巴哈马以东洋面发展出对流。两天后，有东风波进入这片海域，令对流逐渐组织，范围也相应增大。虽然外界环境还不利于形成热带气旋，但系统还是快速朝西北方向移动并稳步组织，于30日发展出下层低气压区。7月31日，系统经过进一步组织在佛罗里达州杰克逊维尔以东约320公里洋面发展成本季第一号热带低气压。
热带低气压的动向很不稳定，环流规模非常庞大，中心附近缺乏深层对流，气旋强度保持在相对较弱的水平。中心位移至低气压南侧，距中央位置更近。逐渐逼近的上层低压槽令气旋上空的风切变减少，热带低气压因此在8月1日强化成热带风暴并获名“亚历克斯”（Alex）。低压槽还令风暴加速向东北方向前进。由于风切变少，行经洋面水温因墨西哥湾暖流影响而偏高，亚历克斯中心上空的深层对流持续积累，于8月3日在北卡罗莱纳州恐怖角（Cape Fear）东南方向约120公里海域强化成飓风。气旋继续增强，仅升级数小时后就达到二级飓风标准。风暴逼近北卡罗莱纳州外滩群岛，于3日晚从距哈特拉斯角（Cape Hatteras）不足16公里位置经过。西侧风眼墙从外滩群岛上空掠过，但中心依然位于海上。
受西南偏西气流影响，亚历克斯经过外滩群岛后转向东北偏东，飓风一度减弱至一级强度，但很快又在墨西哥湾暖流的影响下增强。由于行经海域水温一直比正常水平要高2°C左右，因此风暴在新斯科舍哈利法克斯以南约710公里洋面达到风力时速195公里的最高强度，成为大型飓风。风切变一直很少，外界环境总体有利，亚历克斯得以保持三级飓风强度，直至5日晚开始经过纽芬兰岛以南约465公里的寒冷洋面。接下来风暴迅速减弱，于8月6日降级成热带风暴。当晚，亚历克斯在纽芬兰岛开普雷斯（Cape Race）以东约1530公里海域转变成温带气旋，并在不久后失去踪影。

## 防灾措施

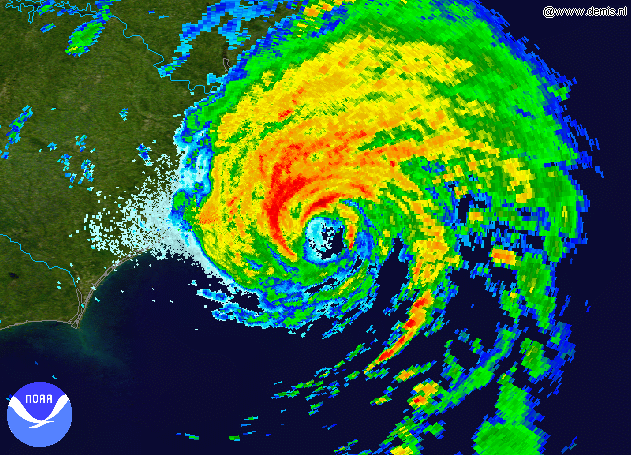
飓风亚历克斯的雷达图像

气象机构起初认为亚历克斯的强度会很有限，针对气旋发布的首份公告中还预测风暴会以热带风暴下限强度登陆。亚历克斯接下来呈现出显著增强趋势，美国国家飓风中心向了望峡（Cape Lookout）到俄勒冈水湾（Oregon Inlet）发布飓风警告，这些地区的风速在收到警告约20小时后达到飓风强度。此外，气旋沿北卡罗莱纳州海岸平行移动期间，该州大部分沿海地区收到热带风暴警告。
外滩群岛约有3500名游客不顾热带风暴警告继续逗留，但其中大部分打算在亚历克斯增强或逼近后离开，当地没有发布疏散令。官员建议居民对逐渐逼近的飓风采取预防措施。美国国家气象局驻加特利县莫尔黑德市（Morehead City）办事处在飓风经过外滩群岛前一天发布山洪爆发观察预警，还在亚历克斯行进至距该州最近位置当天向克雷文县和加特利县发布山洪爆发警告。面对风暴威胁，了解峡国家海岸提前关闭并疏散人员。美国国家公园管理局还将开普角营地关闭。

## 影响

位于外滩群岛附近的飓风亚历克斯

亚历克斯在佛罗里达州近海飘移期间就给北卡罗莱纳州海岸沿线带去大浪和离岸流，导致九人需救生员救援。行经外滩群岛期间，巴克斯顿（Buxton）和奥克拉科克村（Ocracoke Village）靠帕姆利科湾（Pamlico Sound）一侧出现1.8米高的风暴潮。奥克拉科克岛上发生19年前飓风格洛丽亚过后最严重的洪灾。外滩群岛其他地区水位普遍比正常水平高出0.6至1.2米。沿海地区降雨量超过127毫米，其中奥克拉科克达到192毫米。莫尔黑德市测得的最大持续风速达到每小时124公里，阵风时速则有169公里。北卡罗莱纳州大部分沿海地区出现轻度海滩侵蚀，并且奥克拉科克岛的程度特别严重。
恐怖角出现轻度海滩侵蚀，侵蚀作用同大浪共同影响，将一条道路的部分路段冲毁。外滩群岛有200余辆汽车因暴雨抛锚，另有近500辆被淹。强烈的阵风致使约一万套建筑断电，许多地方在风暴过去两到三天后仍未恢复。狂风和风暴潮共同影响，令上百套房屋及其他建筑受损，损失总额约为750万美元（2004年美元）。气旋过去两天后，戴尔县纳格斯黑德（Nags Head）有一名男子因遭遇大浪和强烈的离岸流溺毙，是直接因亚历克斯致死的唯一一人。
气旋的外围雨带令弗吉尼亚州普降暴雨，该州中部的降雨量最高，达178毫米。降水引发局部洪灾，但没有报导表明该州因此蒙受损失。里霍伯斯滩有三人因风暴产生的离岸流受伤，几名在码头被困的儿童必须依靠外界救援才能脱身。新泽西州有至少五人在游泳时遇到大浪和离岸流，之后需要入院治疗。
四名英国赛艇运动员本打算用红粉佳人号（Pink Lady）划艇从圣约翰斯划至法尔茅斯并打破原有速度纪录，但他们的船在亚历克斯残留的影响下沉没，幸而四人都获丹麦货轮所救，伤情也只限于轻微脑震荡，其中一人患上失温症。沉船地点距目的地约有595公里，大概还需再划两周时间。如果不是遇上风暴，他们本有望将1896年创下的54天纪录缩短十天。

## 善后和纪录

位于北纬40°以北的三级飓风亚历克斯

奥克拉科克岛官员认为滞留游客会阻碍岛上的清理工作，所以下令将数百名游客撤离。这些游客搭乘校车前往哈特拉斯岛，再根据需要自行决定是否要租车。还有部分游客乘轮渡疏散到海德县的斯旺阔特（Swan Quarter），再乘校车到附近的博福特县城市华盛顿（Washington），然后选择租车或是寻找住处。亚历克斯过去三天后，奥克拉科克岛于8月6日重新向游客开放。次周星期五，由于又有另一场风暴来袭，外滩群岛再度发布撤离令，但最终这只是虚惊一场。戴尔县官员请求国民警卫队协助清理工作。北卡罗莱纳州交通部做好在风暴离境后马上开始清理道路的准备。
飓风亚历克斯标志着2004年大西洋飓风季成为1954年后开局第五晚的大西洋飓风季。1977年的飓风安妮塔直到8月29日才形成，是1954年后大西洋飓风季最晚的开局。同时，亚历克斯还是1973年的飓风爱伦过后唯一在北纬38°以北达到三级飓风强度的北大西洋热带气旋，并且亚历克斯的强度还要超过爱伦。此外，1950年起只有五个热带气旋在进入加拿大水域后还达到大型飓风标准，亚历克斯便是其中之一。